# Csenger (keresztnév)
A Csenger férfinév ismeretlen eredetű régi magyar személynév.

## Gyakorisága
Az 1990-es években szórványos név, a 2000-es években nem szerepel a 100 leggyakoribb férfinév között.

## Névnapok
- november 7.[2]